# Nursing Interventions Classification
Die Nursing Interventions Classification (NIC, deutsch Pflegemaßnahmenklassifikation) ist eine Klassifikation zur Beschreibung von Pflegehandlungen professionell Pflegender.

## Geschichte
Die Forschungsarbeiten zur NIC begannen bereits im Jahr 1987. Durchgeführt wurden und werden sie vom Center for Nursing Classification at The University of Iowa College of Nursing, das auch die Nursing Outcomes Classification (NOC) entwickelte.
Die Entwicklung der Interventionsklassifikation verlief in 4 Phasen:
- 1987–1992 Konstruktion der Klassifikation: Bestehende Lehrbücher wurden gesichtet, Pflegemaßnahmen wurden gesichtet, analysiert und in Gruppen eingeteilt
- 1990–1995 Konstruktion der Taxonomie: Die Gruppen wurden entsprechend ihrer Abhängigkeit zusammengefasst und in die verschiedenen Abstraktionsniveaus eingeordnet
- 1993–1997 Klinische Tests und Verfeinerungen: Einsetzbarkeit und Validität wurden geprüft.
- 1996 bis jetzt Nutzung und Verfeinerung: Nutzung und Weiterentwicklung sowie das Linking mit NANDA-I. Entwicklung der Zeitwerthinterlegung[1]

NIC beschreibt Pflegemaßnahmen und wird durch Linkings mit NANDA-I (Pflegediagnosen) und Nursing Outcomes Classification (NOC) (Outcomes) in eine gesamte Pflegeklassifikation eingebunden, um die verschiedenen Aspekte des Pflegeprozesses abbilden zu können.

## Umfang und Aufbau
Derzeit liegt die Taxonomie der Nursing Interventions Classification in der vierten Version vor. Sie ist im Wesentlichen in drei Abstraktionsebenen unterteilt:
- Die obere Ebene mit sieben  Domänen,
- die mittlere Ebene mit dreißig  Klassen,
- die untere Ebene mit 542 Pflegemaßnahmen.

Jeder Pflegemaßnahme wurde darüber hinaus eine eindeutige Notation zugeordnet, um die NIC in computerisierte Krankenhausinformationssysteme (KIS) verwenden zu können. Gerade zu diesem Zweck wurde die NIC im Jahr 2000 bei der HL7 registriert. Die computerisierte Anwendung macht zudem statistische Auswertungen für Fragen aus der Pflegewissenschaft und des Qualitätsmanagements möglich.